# Бетио
Бетио (кириб. и англ. Betio) — населённый пункт на атолле Тарава.
Население — 18 565 человек (2020), наибольшее среди муниципалитетов Кирибати.
Бетио находится на крайнем западе Южной Таравы — официальной столицы страны.
Бетио известен как место битвы за Тараву 20-23 ноября 1943 года, решающего сражения при освобождении островов Гилберта от японской оккупации.
В 1967 году здесь был открыт Центр морской подготовки для подготовки моряков, подразделение Министерства занятости и людских ресурсов правительства Кирибати.
Джон Хилари Смит, губернатор островов Гилберта и Эллис, образовал городской совет Бетио в 1972 году. С 1970-х годов остров стал крупным центром экономической активности на Кирибати, а в начале 1980-х годов была построена дамба к Баирики, чьё строительство привело к изменению течений, в результате чего небольшой остров Bikeman, расположенный к северо-востоку от Бетио, был затоплен в начале 1990-х годов.
Сегодня Бетио — крупнейший порт страны.

## Галерея

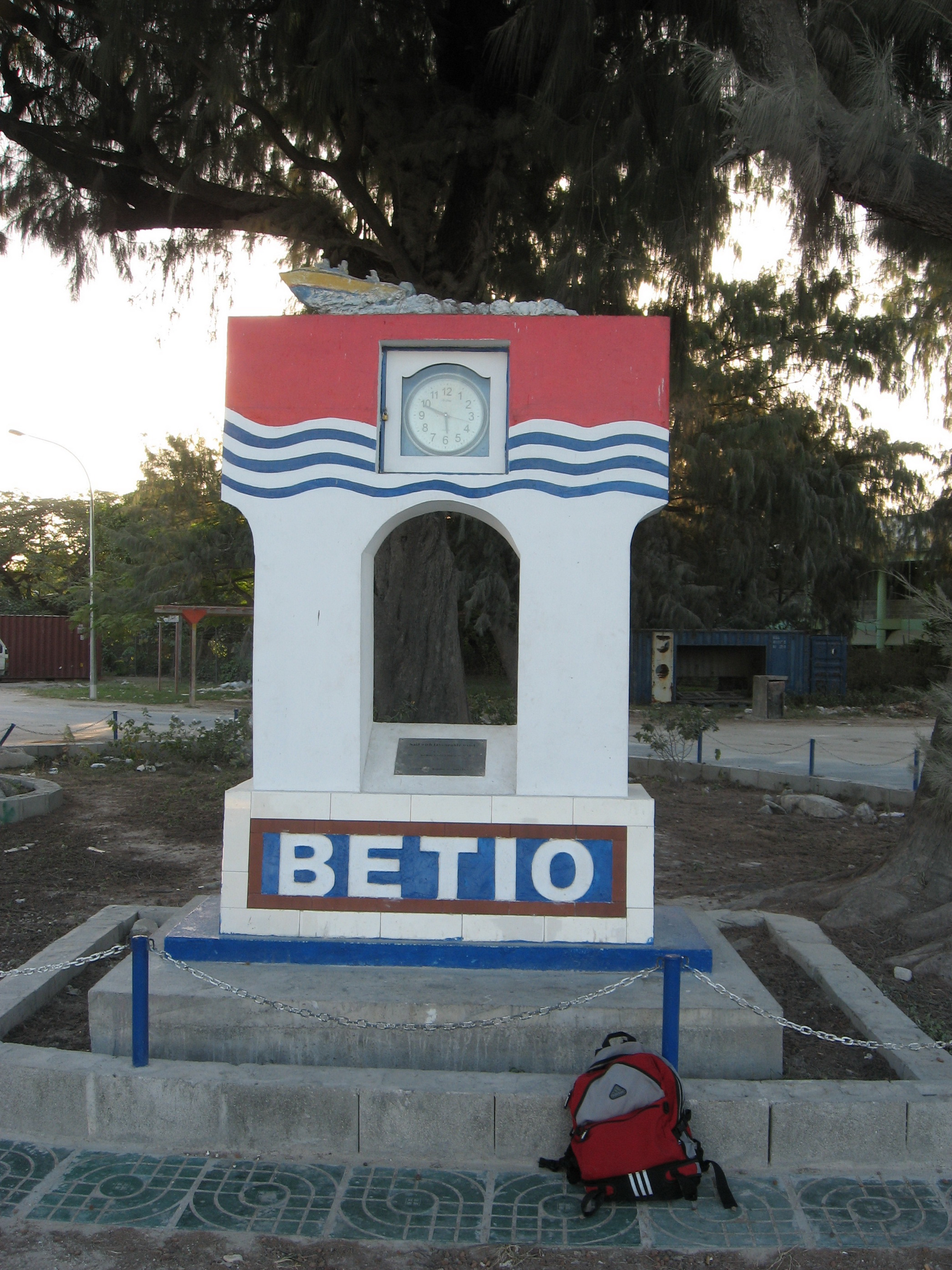
Памятный знак с флагом Кирибати
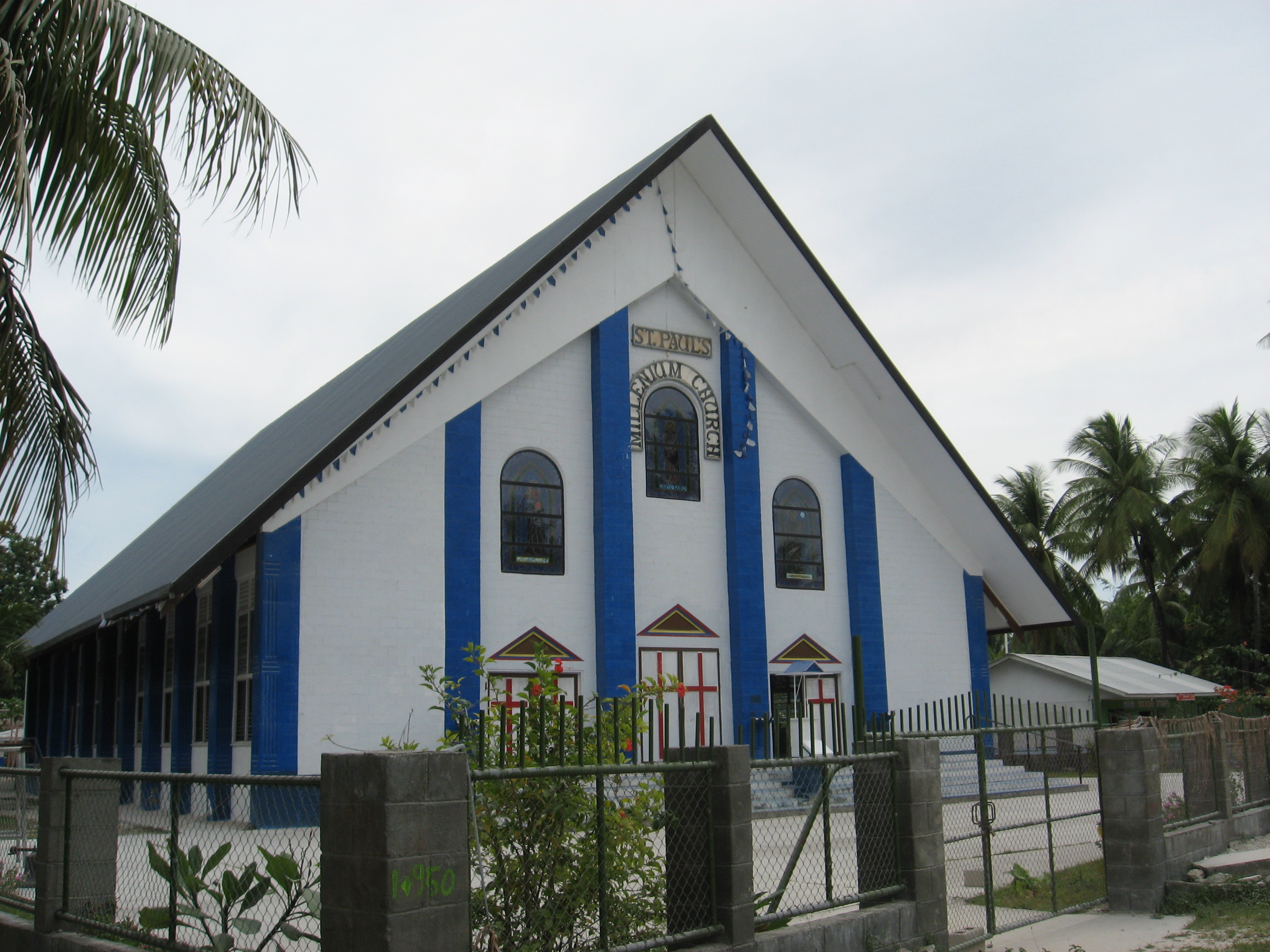
Церковь Святого Павла
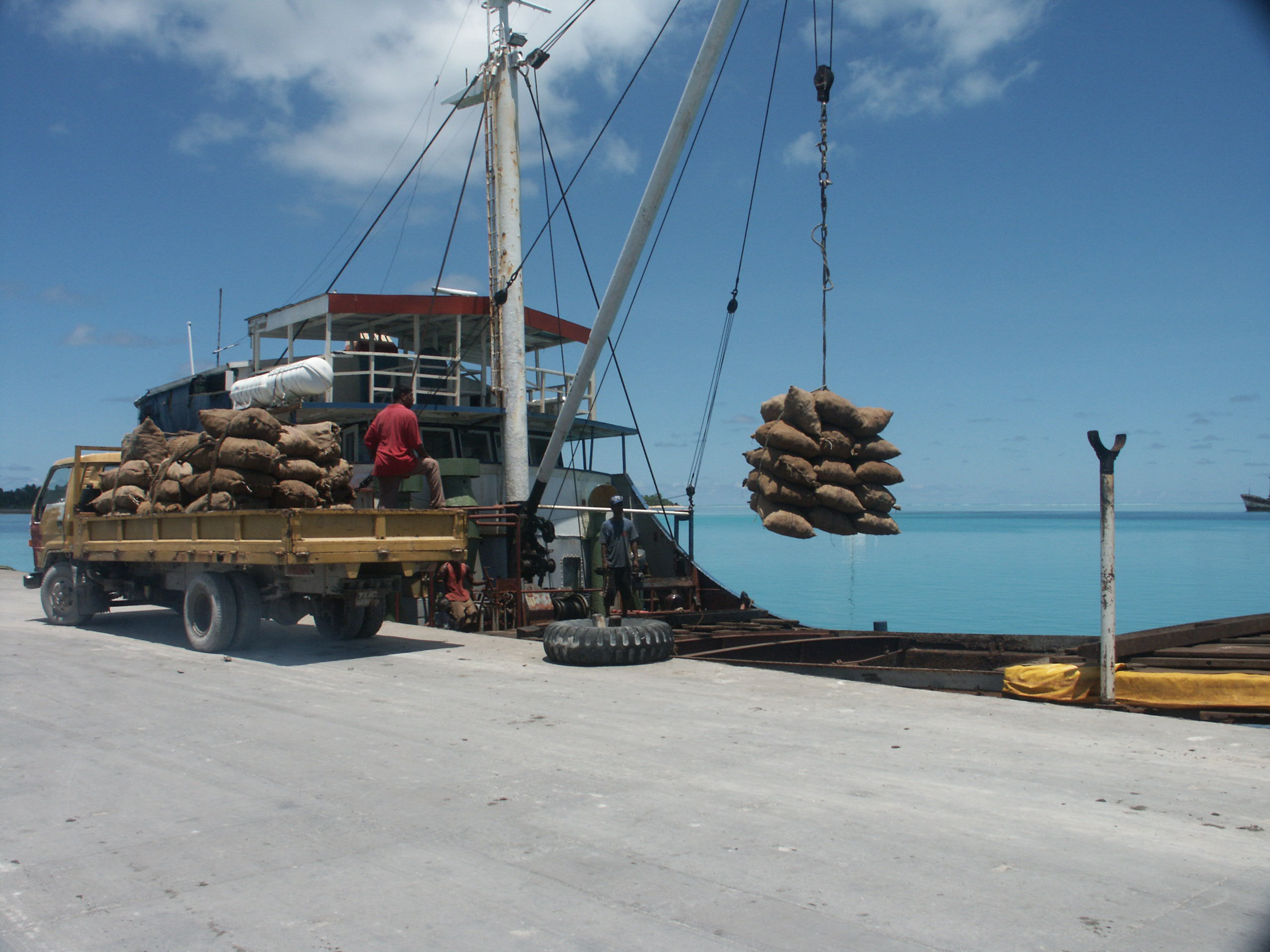
Погрузка копры в порту Бетио
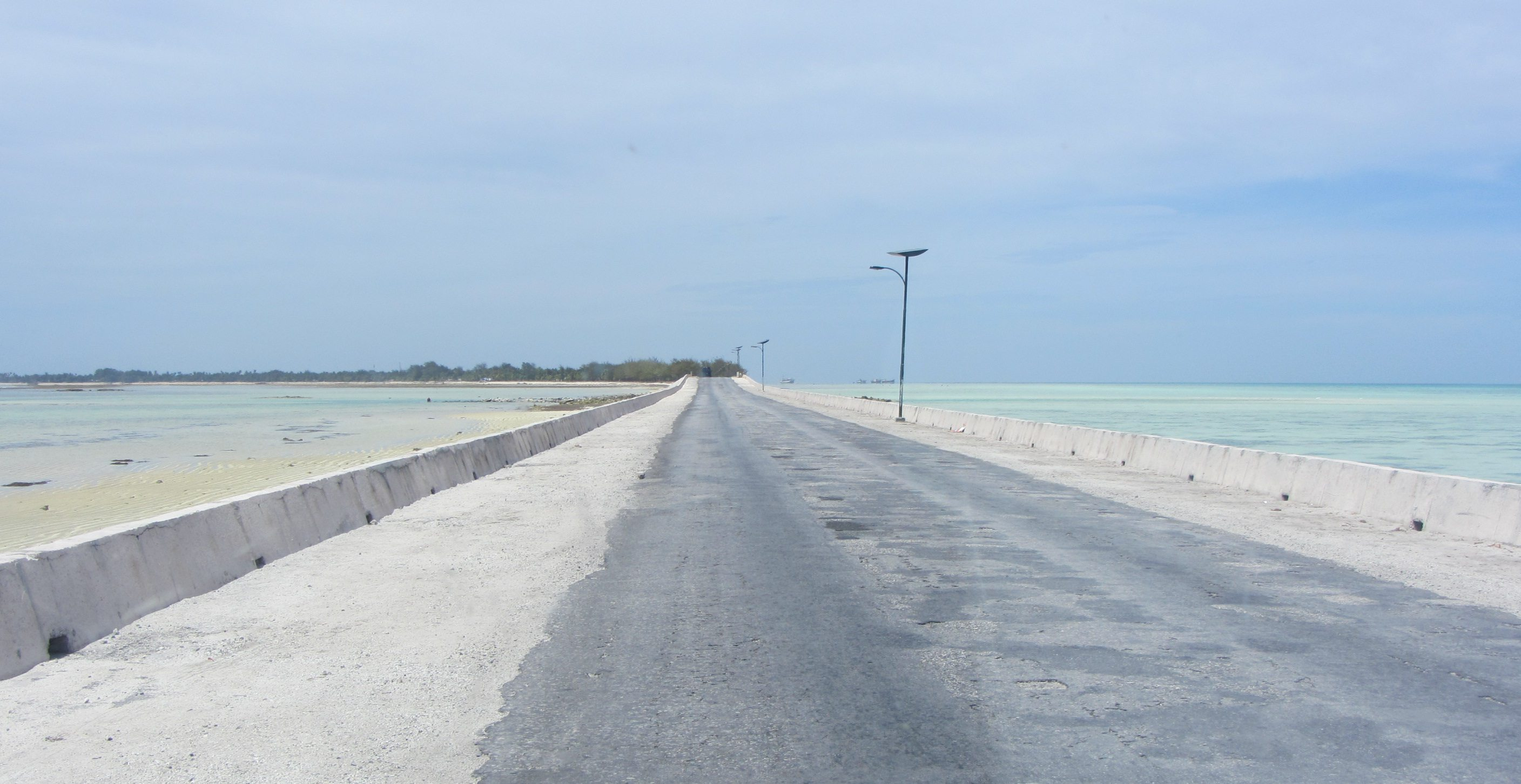
Дамба между Бетио и Баирики